# Psalydolytta delkeskampi
Psalydolytta delkeskampi es una especie de coleóptero de la familia Meloidae.

## Distribución geográfica
Habita en Togo, República Democrática del Congo y Senegal.